# تود فولر
تود فولر (بالإنجليزية: Todd Fuller)‏ مواليد 25 يوليو 1974 في فاييتفيل، هو لاعب كرة سلة أمريكي معتزل. بدأ مسيرته الاحترافية في سنة 1996. تم اختياره من قبل فريق غولدن ستايت ووريورز خلال الدرافت. يبلغ طوله 6 قدم 11 بوصة (2.1 م). اعتزل اللعب في 2006. أحرز خلال مسيرته في الإن بي إيه 833 نقطة بمعدل 3.7 نقاط في المباراة الواحدة.

## المسيرة الاحترافية
لعب مع غولدن ستايت ووريورز من سنة 1996 إلى 1999، ثم لعب مع يوتا جاز في سنة 1999، ثم لعب مع شارلوت هورنتس في موسم 1999–2000، ثم لعب مع ميامي هيت في موسم 2000–2001، ثم لعب مع خيخون لكرة السلة في سنة 2002، ثم لعب مع جوفينتوت بادالونا في الدوري الإسباني في سنة 2002، ثم لعب مع باسكت مانريسا في موسم 2002–2003، ثم لعب مع أسكو غدينيا في سنة 2003.

## روابط خارجية
- تود فولر على موقع إن بي أي (الإنجليزية)
- تود فولر على موقع سبورتس رفرنس (الإنجليزية)
- تود فولر على موقع الدوري الإسباني لكرة السلة (الإسبانية)
- تود فولر على موقع كرة السلة الأوروبية.كوم (الإنجليزية)
- تود فولر على موقع كلية كرة السلة في سبورتس رفرنس.كوم (الإنجليزية)
- تود فولر على موقع ريلجم (الإنجليزية)
- تود فولر على موقع بروبوليرز (الإنجليزية)
- تود فولر على موقع سبورتس رفرنس (الإنجليزية)